# Hypocreales
Hypocreales es un orden de hongos dentro de la clase de Sordariomycetes. Está constituido por 7 familias, 237 géneros y 2647 especies.
Las especies de Hypocreales usualmente se reconocen por sus brillantes colores, periteciales ascomatas, o estructuras productoras de esporas. Esas son con frecuencia amarillo, naranja o rojo.